# Pancreatitis
La pancreatitis és una inflamació del pàncrees. Pot presentar-se en dues formes molt diferents:
- Pancreatitis aguda
- Pancreatitis crònica

Els signes i símptomes de pancreatitis inclouen dolor a l'abdomen superior, nàusees i vòmits. El dolor sovint irradia a l'esquena i sol ser intens. En pancreatitis aguda, es pot produir febre i els símptomes normalment es resolen en pocs dies. En la pancreatitis crònica es poden produir pèrdua de pes, femtes grasses i diarrea. Les complicacions poden incloure infecció, sagnat, diabetis mellitus o problemes amb altres òrgans.
Les dues causes més freqüents de pancreatitis aguda són els càlculs biliars que bloquegen el conducte biliar comú després de la unió del conducte pancreàtic; i el consum intens d'alcohol. Altres causes inclouen traumes directes, certs medicaments, infeccions com les galteres i tumors. També pot ser causada per una infecció amb Cryptosporidium parvum, ja que és capaç de provocar complicacions com aquesta en persones amb immunodeficiència. La pancreatitis crònica es pot desenvolupar com a resultat d'una pancreatitis aguda. És més freqüent a causa de molts anys d'ús intensiu d'alcohol. Altres causes inclouen nivells elevats de greixos a la sang, alt nivell de calci a la sang, alguns medicaments i certs trastorns genètics, com la fibrosi quística, entre d'altres. Fumar augmenta el risc de pancreatitis aguda i crònica. El diagnòstic de pancreatitis aguda es basa en un augment triple de la sang de l'amilasa o de la lipasa. En les pancreatitis cròniques, aquestes proves poden ser normals. La imatge mèdica, com l'ecografia i la tomografia computada, també poden ser útils.